# Ululodes oppositus
Ululodes oppositus is een insect uit de familie van de vlinderhaften (Ascalaphidae), die tot de orde netvleugeligen (Neuroptera) behoort. 
Ululodes oppositus is voor het eerst wetenschappelijk beschreven door Banks in 1938.